# Coniglio, non scappare
Coniglio, non scappare (Rabbit, Run) è un film del 1970 diretto da Jack Smight, con protagonisti James Caan e Carrie Snodgress, tratto dal romanzo del 1960 Corri, Coniglio di John Updike.

## Trama
Harry Angstrom, un ex giocatore di football, sposa una donna che finisce rapidamente nel tunnel dell'alcolismo e provoca involontariamente la morte del figlio.